# Campeonato Africano de Atletismo de 2010 - 20 km marcha atlética feminina
A prova da marcha atlética feminina 20 km do Campeonato Africano de Atletismo de 2010 foi disputada no dia 1 de agosto de 2010 pelas ruas de Nairóbi,  no Quênia. 

## Recordes
Antes desta competição, os recordes mundiais e do campeonato nesta prova eram os seguintes:
|                       | Nome              | Nacionalidade | Tempo      | Local         | Data                |
| --------------------- | ----------------- | ------------- | ---------- | ------------- | ------------------- |
| Recorde mundial       | Olimpiada Ivanova | Rússia        | 1h 25m 41s | Helsínquia    | 7 de agosto de 2005 |
| Recorde do campeonato | Grace Wanjiru     | Quênia        | 1h 39m 50s | Adis Abeba    | 4 de maio de 2008   |
| Recorde africano      | Susan Vermeulen   | África do Sul | 1h 36m 18s | Mézidon-Canon | 2 de maio de 1999   |

Os seguintes recordes foram estabelecidos durante esta competição:
| Data        | Evento | Atleta             | Nacionalidade | Tempo      | Notas |
| ----------- | ------ | ------------------ | ------------- | ---------- | ----- |
| 1 de agosto | Final  | Grace Wanjiru Njue | Quênia        | 1h 34m 19s | ,     |

## Medalhistas
| Ouro                     | Prata                 | Bronze               |
| Grace Wanjiru Njue (KEN) | Chaima Trabelsi (TUN) | Aynalem Eshetu (ETH) |

## Cronograma
Todos os horários são locais (UTC+3).
| Data        | Hora  | Evento |
| ----------- | ----- | ------ |
| 1 de agosto | 08:50 | Final  |

## Resultado final
| Posição           | Atleta                 | Nacionalidade | Tempo   | Notas                |
| ----------------- | ---------------------- | ------------- | ------- | -------------------- |
| Medalha de ouro   | Grace Wanjiru Njue     | Quênia        | 1:34:19 | ,                    |
| Medalha de prata  | Chaima Trabelsi        | Tunísia       | 1:35:33 |                      |
| Medalha de bronze | Aynalem Eshetu         | Etiópia       | 1:41:46 | Recorde da temporada |
| 4                 | Emily Wamusyi Ngii     | Quênia        | 1:44:51 |                      |
| 5                 | Bekashign Aynalem      | Etiópia       | 1:46:03 |                      |
| 6                 | Esther Kithinji Murugi | Quênia        | 1:46:24 |                      |
| 7 !               | Asnakch Ararissa       | Etiópia       | DSQ     |                      |
| 7 !               | Olafi Lafi             | Tunísia       | DSQ     |                      |

Legenda
| Recorde mundial       | Recorde mundial (World record)               |                       | Recorde africano                      | Recorde africano (African) |                                           | Q | Classificado por posição (Qualified) |
| Recorde do campeonato | Recorde do campeonato (Championship record)  | Recorde da América    | Recorde da América (Americas)         | q                          | Classificado por melhor tempo (Qualified) |   |                                      |
| Melhor marca do ano   | Melhor marca do ano (World leading)          | Recorde asiático      | Recorde asiático (Asian)              | DNS                        | Não largou (Did not start)                |   |                                      |
| Recorde nacional      | Recorde nacional (National record)           | Recorde europeu       | Recorde europeu (European)            | DNF                        | Não terminou (Did not finish)             |   |                                      |
| Recorde pessoal       | Recorde pessoal do atleta (Personal best)    | Recorde da Oceania    | Recorde da Oceania (Oceania)          | DSQ / DQ                   | Desclassificado (Disqualified)            |   |                                      |
| Recorde da temporada  | Recorde da temporada do atleta (Season best) | Recorde sul-americano | Recorde sul-americano (South America) | NM                         | Sem marca (No mark)                       |   |                                      |